# Kelyophis
Kelyophis (/keɪliːˈoʊfɪs/ is een geslacht van uitgestorven nigerophiide slangen dat leefde in Madagaskar tijdens het Laat-Krijt. 
De typesoort is Kelyophis hechti, in 2010 benoemd door Laduke. De geslachtsnaam betekent 'kleine slang' van het Malagassische woord kely (betekent 'klein') en het Griekse woord ὄφις, ophis, 'slang'. De soortaanduiding eert wijlen Max Hecht, de oude mentor van Laduke.
Het holotype is MAD93-01, een rompwervel van een jong dier. Vier andere wervels zijn toegewezen.
Rompwervels zijn gevonden uit de Maevarano-formatie uit het Maastrichtien in het Mahajanga-bekken. Kelyophis is vergelijkbaar met andere nigerophiiden in zijn kleine formaat, lange centra met achterste oppervlakken die enigszins naar beneden buigen, buisvormige doornuitsteeksels die naar de achterkant van de wervelbogen zijn gericht, en verschillende andere kenmerken van de wervels.
Terwijl de meeste nigerophiiden in het water leefden, was Kelyophis niet zo gespecialiseerd voor het waterleven. Het heeft kortere wervels en synapophyses die minder ventraal verschoven zijn dan aquatische nigerophiiden. Tijdens het Laat-Krijt maakte de Maevarano-formatie deel uit van een semi-aride en zeer seizoensgebonden omgeving die mogelijk ongeschikt was voor een aquatische levensstijl.